# حسين شريف (فنان إماراتي)
حسين شريف (من مواليد 1961) هو فنان إماراتي مقيم في دبي بالإمارات العربية المتحدة. شارك حسين في تأسيس جمعية الإمارات للفنون التشكيلية وهو أحد الفنانين التصويريين الخمسة في الإمارات العربية المتحدة ومنهم محمد كاظم ومحمد أحمد إبراهيم وعبد الله السعدي وشقيقه حسن شريف.

## معارض جماعية
- 2010 معرض خطوط الإسقاط الأول (بالإنجليزية:Dropping Lines1)، صالة سلوى زيدان، أبو ظبي، الإمارات العربية المتحدة.
- 2010 العالم العربي يلتقي زيورخ، غاليري إيه بي، زيورخ، سويسرا.
- 2008 معرض اختيار الفنان المعاصر الإماراتي الأول، سرقسطة، إسبانيا.
- 2005 معرض التنوع الثقافي الأول، متحف الشارقة للفنون ، الإمارات العربية المتحدة.
- 2003 بينالي الشارقة الدولي السادس للفنون، الشارقة، الإمارات العربية المتحدة.
- 2002 بينالي دكا، بنجلاديش.
- 2002 منتدى لودفيغ للفنون الدولية، آخن، ألمانيا
- 1999 بينالي الشارقة الدولي الدولي الرابع للفنون، الشارقة، الإمارات العربية المتحدة.
- 1998 الفن المعاصر الإماراتي ، معهد العالم العربي ، باريس ، فرنسا
- 1998 بينالي القاهرة الدولي السابع - مصر.
- 1995 معرض فنون الإمارات الأول، مركز سيتارد للفنون، سيتارد ، هولندا
- 1989 معرض جمعية الإمارات للفنون التشكيلية بالاتحاد السوفيتي، موسكو ، روسيا الاتحادية.
- 1983 معرض أسود وأبيض، النادي الأهلي، دبي، الإمارات العربية المتحدة.

## المعارض الفردية
- 2001 بينالي الشارقة الدولي، الشارقة، الإمارات العربية المتحدة.
- 1992 معرض لوحات وزيت وكولاج، مركز الشارقة الثقافي، الشارقة، الإمارات العربية المتحدة.
- 1981 معرض كاريكاتير، النادي الثقافي العربي، الشارقة، الإمارات العربية المتحدة.

## أنظر أيضا
جمعية الإمارات للفنون التشكيلية
حسن شريف